# Area somestesica primaria
In neurofisiologia l'area somestesica primaria (conosciuta anche come circonvoluzione postcentrale o corteccia somatosensoriale o area sensitiva primaria o area S1) è un'area della corteccia telencefalica localizzata nel lobo parietale nel cervello e deputata alla ricezione di stimoli sensitivi del tatto. Come per le altre aree sensorie, c'è una mappa somatotopica chiamata "homunculus sensitivo".
La corteccia somatosensoriale primaria (o S1) è stata inizialmente definita dagli studi di stimolazione della superficie cranica da parte di Wilder Penfield e parallelamente dagli studi dei potenziali di Bard, Woolsey, e Marshall.

## Anatomia

Localizzazione dell'area S1 nel giro postcentrale

L'area somestesica primaria è situata nella corteccia telencefalica posteriormente alla scissura centrale (o di Rolando) e si estende nel lobo parietale fino all'altezza della scissura di Silvio.
Corrisponde alle aree 3,1,2 secondo la classificazione di Brodmann.
Anteriormente confina con la scissura centrale e l'area motoria primaria, posteriormente con le aree sensitive secondarie ed associative del lobo parietale e temporale.

### Afferenze nervose
La maggior parte degli stimoli di tipo sensitivo a livello periferico giungono nell'area S1 attraverso i sistemi lemnisco mediale e anterolaterale.

### Strati cellulari
La corteccia cerebrale è composta di sei strati, numerati dal più superficiale al più profondo. Questa classificazione è mantenuta anche per l'area S1. In particolare la maggior parte delle fibre afferenti dalla periferia (attraverso il talamo) arrivano al IV strato (strato dei granuli interno) che è il più sviluppato di quest'area. Nell'area 3 anche il III strato è più spesso rispetto agli altri per le numerose fibre efferenti alle altre aree della corteccia (strato piramidale esterno).

## Funzioni
Le principali funzioni dell'area S1 sono:
- localizzazione dello stimolo periferico
- valutazione dell'intensità dello stimolo
- propriocettività
- riconoscimento della forma degli oggetti

### Aree di Brodmann
In senso anteroposteriore l'area somestesica primaria è rappresentata dalle aree 3a, 3b, 1 e 2 di Brodmann. Le aree 3a e 3b ricevono la maggior parte delle informazioni sensitive che vengono poi inviate tramite neuroni cortico-corticali alle aree 1 e 2 ma anche alle aree motorie. Nello specifico:
- l'area 3A riceve informazioni di tipo propriocettivo dai fusi neuromuscolari e dagli organi tendinei del Golgi. Queste informazioni comprendono lo stato di tensione delle articolazioni e quindi informano il cervello dello stato in cui il corpo si trova. L'area 3a proietta anche fibre efferenti all'area motoria primaria (area 4) che permettono al sistema motorio di integrare le informazioni della volontà del movimento con quelle della propriocezione.
- L'area 3b riceve informazioni somatosensitive (tatto fine e grossolano, temperatura, dolore, pressione ecc...) ed invia fibre efferenti all'area 1 per la texture degli oggetti ed all'area 2 per la forma e le dimensioni.

## Galleria d'immagini

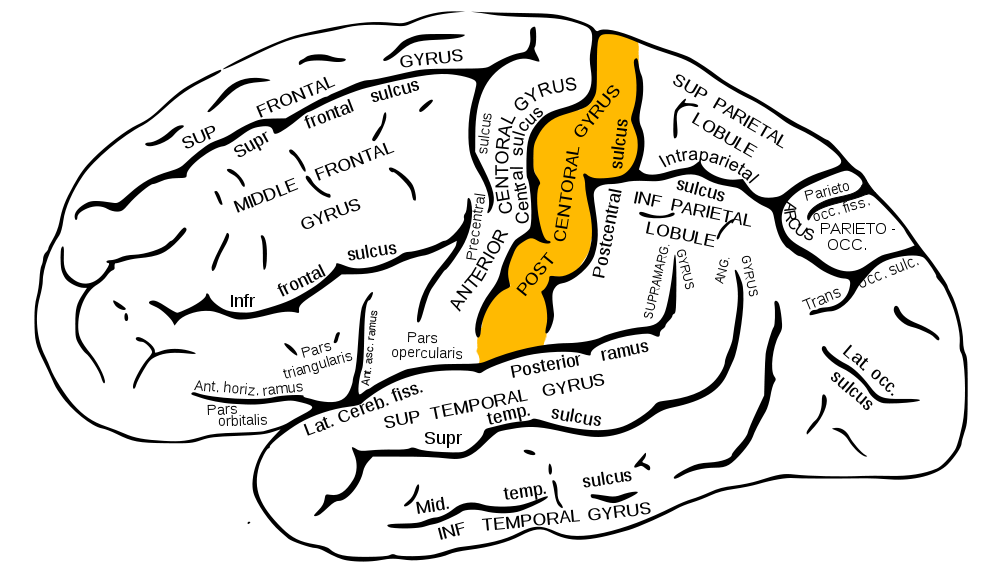
Superficie laterale dell'emisfero cerebrale di sinistra, visto lateralmente.
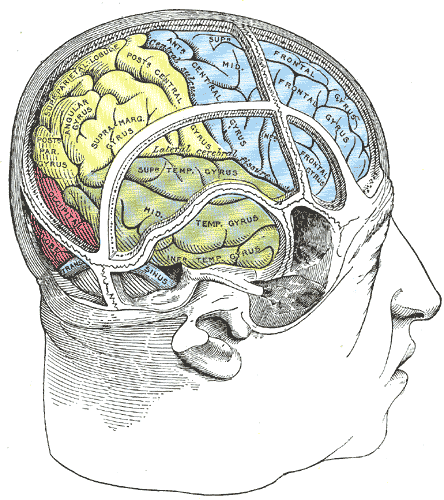
Il disegno illustra i rapporti tra cervello e scatola cranica.
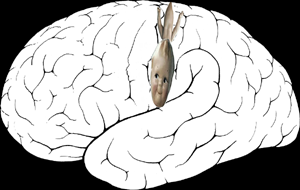
Homunculus sensitivo del cervello umano.
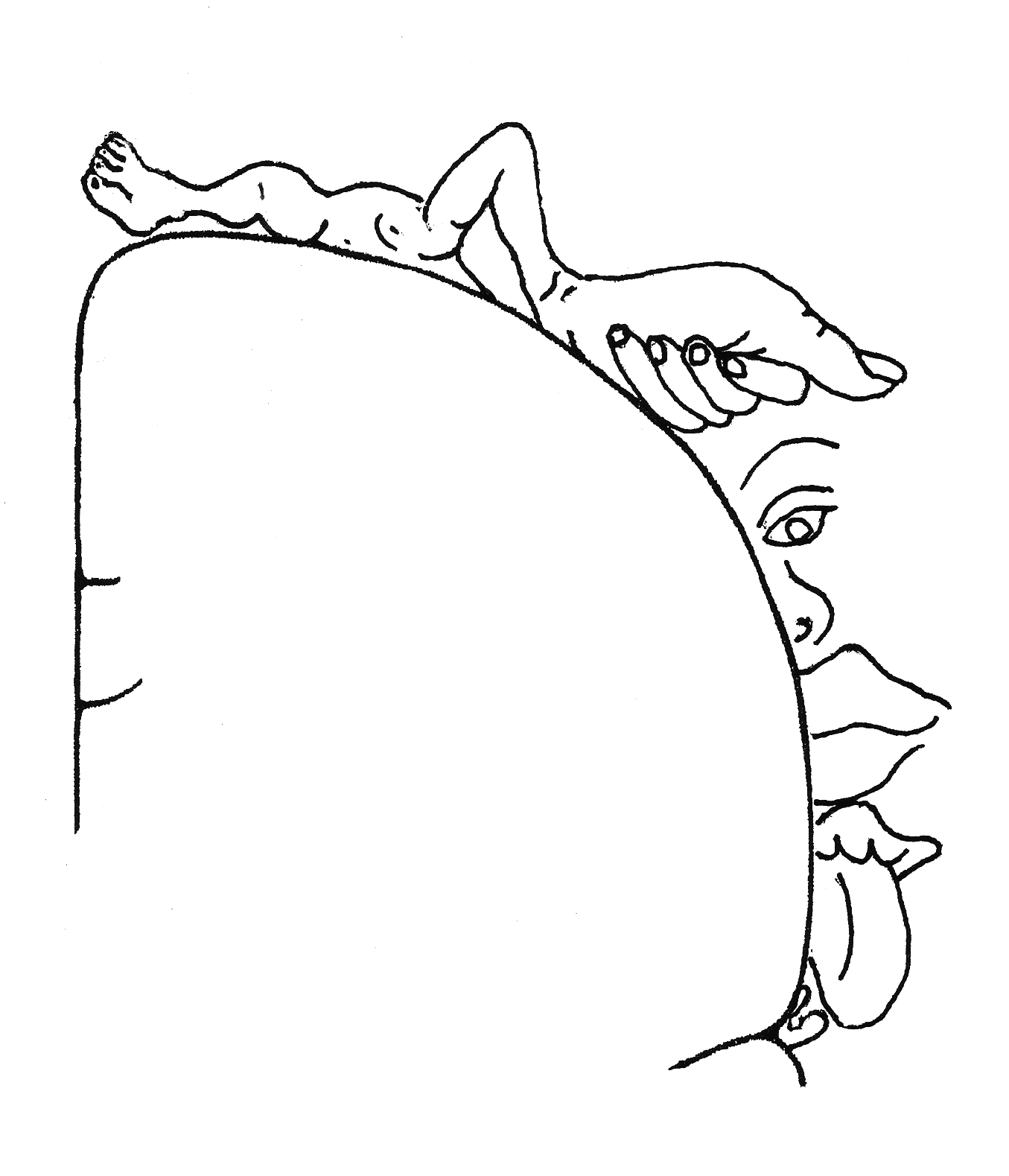
L'homunculus sensitivo di Penfield: notare la rappresentazione di mani e labbra di dimensioni superiori ad indicare il maggiore sviluppo sensitivo di queste.
Vista laterale del cervello umano, è indicata l'area somestesica primaria.
Lobi del cervello
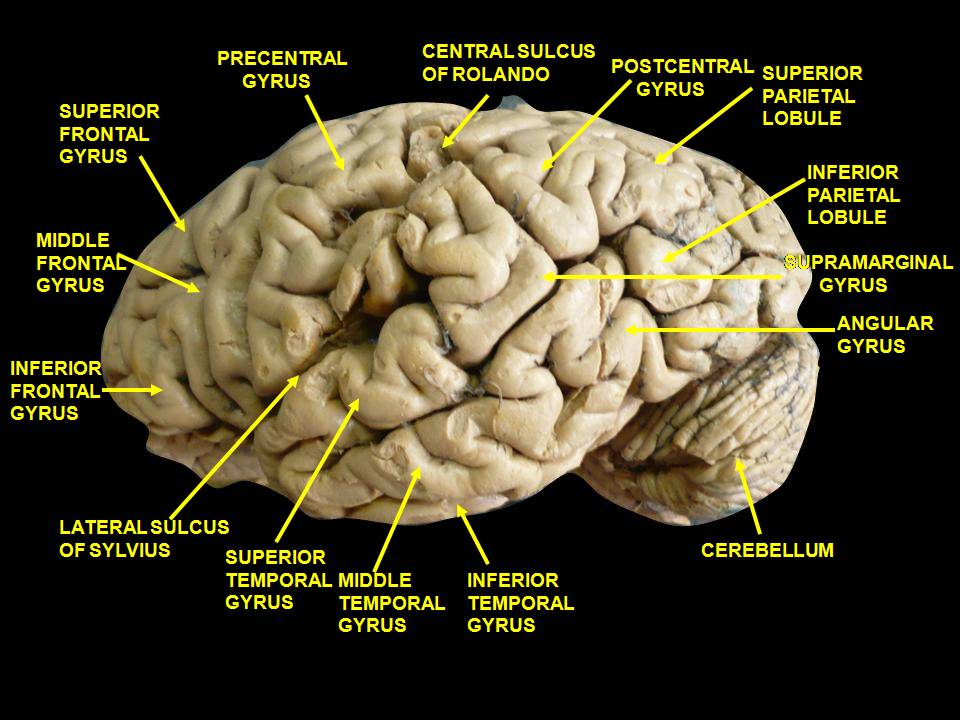
Telencefalo. Vista laterale. Dissezione profonda.
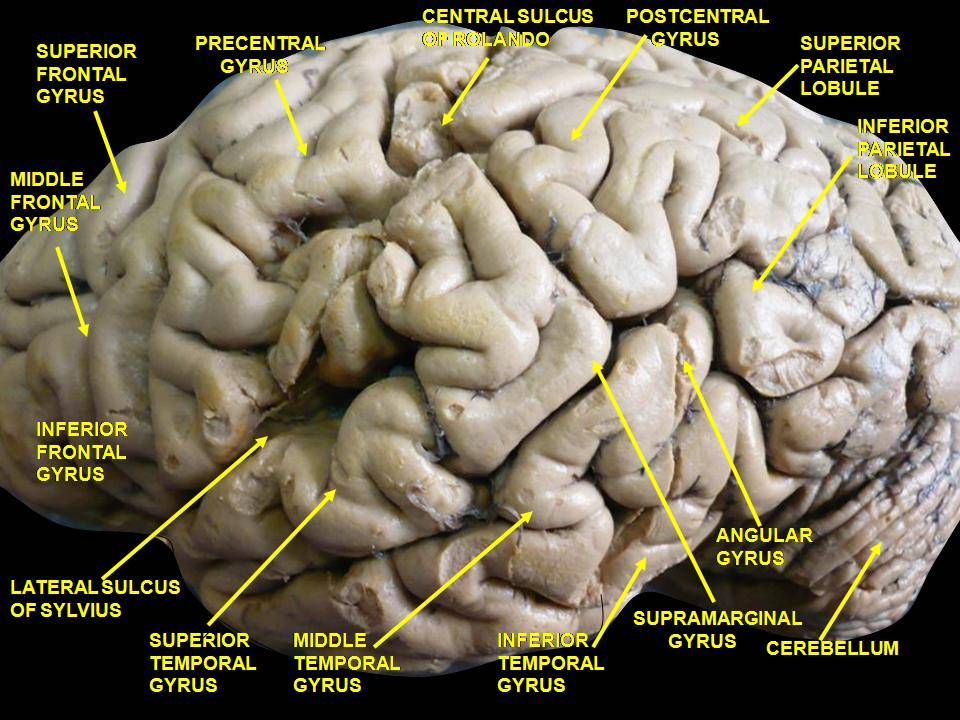
Telencefalo. Vista laterale. Dissezione profonda.
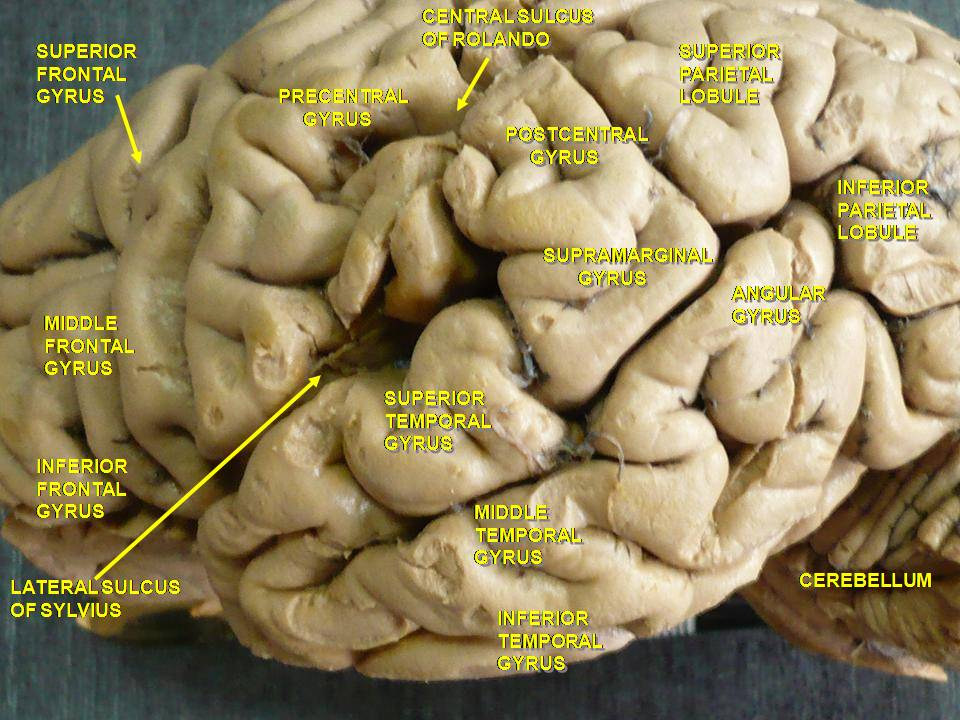
Telencefalo. Vista laterale. Dissezione profonda.